# Президиум Верховного совета России
Президиум Верховного Совета Российской Федерации (до 25 декабря 1991 года — Президиум Верховного Совета РСФСР) — в 1937—1990 годах — коллективный высший орган государственной власти в период между сессиями Верховного Совета России, а в 1990—1993 годах — орган Верховного Совета России, обеспечивающий подготовку созыва и организацию работы Съезда народных депутатов России и Верховного Совета России.
Впервые образован в 1938 году в соответствии с Конституцией РСФСР 1937 года.
В советской теории государства и права высшие органы государственной власти такого типа иногда определялись как «коллективный президент».

## Формирование
До 1990 года Президиум Верховного Совета заново избирался в начале работы Совета каждого созыва на совместном заседании обеих палат из числа депутатов. Президиум состоял из председателя, его 17 заместителей (в число которых входили заместители Председателя — по одному от каждой автономной республики), секретаря и 20 (в 1975 году — 17, в 1937 — тоже 20) членов.
По поправкам 1989 года было установлено, что «в состав Президиума Верховного Совета РСФСР входят по должности: Председатель Верховного Совета РСФСР, первый заместитель Председателя Верховного Совета РСФСР, заместители Председателя Верховного Совета РСФСР, Председатели Совета Республики и Совета Национальностей, председатели постоянных комиссий палат и комитетов Верховного Совета РСФСР. Президиум Верховного Совета РСФСР возглавляет Председатель Верховного Совета РСФСР».

## Резиденция
С 1940-х годов и до 1979 года резиденцией служило здание бывшего особняка графов Остерманов (Москва, Делегатская ул., д. 3), которое в 1981 году было отдано под «Музей на Делегатской».
С 1979 года — в Доме советов РСФСР.

## Полномочия
В 1937—1978 годах (по Конституции РСФСР 1937 года) Президиум был уполномочен:
- созывать сессии Верховного Совета РСФСР;
- давать толкование законов РСФСР, издавать указы;
- производить всенародный опрос (референдум);
- отменять постановления и распоряжения Совета народных Комиссаров РСФСР (c 1946 г. — Совета министров РСФСР), Советов народных комиссаров (Совета министров) автономных республик, а также решения и распоряжения краевых (областных) Советов депутатов трудящихся и Советов депутатов трудящихся автономных областей, а также их исполкомов в случае несоответствия таких актов закону;
- в период между сессиями Верховного Совета РСФСР освобождать от должности и назначать отдельных Народных комиссаров (Министров) РСФСР по представлению председателя Совета народных Комиссаров РСФСР (Совета министров РСФСР) с последующим внесением на утверждение Верховного Совета РСФСР;
- присваивать почётные звания РСФСР;
- осуществлять право помилования граждан, осуждённых судебными органами РСФСР.

В 1978 году была принята Конституция РСФСР, действовавшая до 1993 года. По её первоначальной редакции (1978—1989 гг.) Президиум был уполномочен:
- назначать выборы в Верховный Совет РСФСР и местные Советы народных депутатов;
- созывать сессии Верховного Совета РСФСР;
- осуществлять контроль за соблюдением Конституции РСФСР; обеспечивать соответствие конституций и законов автономных республик Конституции и законам РСФСР;
- назначать выборы в районные (городские) народные суды;
- давать толкование законов РСФСР;
- осуществлять руководство деятельностью местных Советов народных депутатов;
- определять порядок решения вопросов административно-территориального устройства РСФСР; устанавливать и изменять границы и районное деление краёв, областей, автономных областей и автономных округов; образовывать районы, города и районы в городах; устанавливать подчинённость городов; производить переименование районов, городов, районов в городах, рабочих посёлков и других населённых пунктов;
- утверждать районное деление, образование городов и районов в городах, изменение подчинённости городов, наименование и переименование районов, городов, районов в городах, а также переименование иных населённых пунктов автономных республик;
- отменять постановления и распоряжения Совета Министров РСФСР, Советов Министров автономных республик, решения краевых, областных, городских (городов республиканского подчинения) Советов народных депутатов, Советов народных депутатов автономных областей в случае несоответствия их закону;
- награждать Почётной грамотой Президиума Верховного Совета РСФСР; устанавливать и присваивает почётные звания РСФСР;
- принимать в гражданство РСФСР; решать вопрос о предоставлении убежища;
- осуществлять помилование граждан, осуждённых судами РСФСР;
- ратифицировать и денонсировать международные договоры РСФСР;
- назначать и отзывать дипломатических представителей РСФСР в иностранных государствах и при международных организациях;
- принимать верительные и отзывные грамоты аккредитованных при нём дипломатических представителей иностранных государств;
- осуществлять другие полномочия, установленные Конституцией и законами РСФСР.

В 1989 году были приняты первые поправки к Конституции 1978 года. В соответствии с ними полномочия Президиума были установлены следующим образом (и оставались неизменными в 1989—1991 годах, несмотря на происходившую в 1990 году конституционную реформу):
- созывать сессии Верховного Совета РСФСР;
- организовывать подготовку заседаний Съезда народных депутатов РСФСР и сессий Верховного Совета РСФСР;
- осуществлять контроль за соблюдением Конституции РСФСР и обеспечивать соответствие Конституции РСФСР и законам РСФСР Конституций и законов автономных республик;
- организовывать подготовку и проведение народных голосований (референдумов), а также народных обсуждений проектов законов РСФСР и других наиболее важных вопросов государственной жизни;
- награждать государственными наградами РСФСР; присваивать почётные звания РСФСР;
- устанавливать памятные и знаменательные дни РСФСР;
- принимать в гражданство РСФСР; решать вопросы о выходе из гражданства РСФСР, о предоставлении убежища;
- осуществлять помилование граждан, осуждённых судами РСФСР;
- назначать и отзывать дипломатических представителей РСФСР в иностранных государствах и при международных организациях;
- принимать верительные и отзывные грамоты аккредитованных при нём дипломатических представителей иностранных государств;
- публиковать законы РСФСР и другие акты, принятые Съездом народных депутатов РСФСР, Верховным Советом РСФСР, Президиумом Верховного Совета РСФСР и Председателем Верховного Совета РСФСР;
- осуществлять другие полномочия, предусмотренные законами РСФСР.

В 1991 году по итогам референдума был учреждён пост Президента Российской Федерации, которому были переданы некоторые полномочия Президиума Верховного Совета РСФСР, Председателя Верховного Совета РСФСР, а также статус высшего должностного лица РСФСР (ранее им обладал Председатель Верховного Совета). В соответствии с этим полномочия Президиума были установлены следующим образом:
- созывать сессии Верховного Совета Российской Федерации (РСФСР);
- организовывать подготовку заседаний Съезда народных депутатов Российской Федерации (РСФСР) и сессий Верховного Совета Российской Федерации (РСФСР);
- осуществлять контроль за соблюдением Конституции Российской Федерации (РСФСР) и обеспечивать соответствие Конституции Российской Федерации (РСФСР) и законам Российской Федерации (РСФСР) Конституций и законов республик в составе Российской Федерации (РСФСР);
- организовывать подготовку и проведение народных голосований (референдумов), а также народных обсуждений проектов законов Российской Федерации (РСФСР) и других наиболее важных вопросов государственной жизни;
- устанавливать памятные и знаменательные дни Российской Федерации (РСФСР);
- публиковать законы Российской Федерации (РСФСР) и другие акты, принятые Съездом народных депутатов Российской Федерации (РСФСР), Верховным Советом Российской Федерации (РСФСР), Президиумом Верховного Совета Российской Федерации (РСФСР) и Председателем Верховного Совета Российской Федерации (РСФСР);
- осуществлять другие полномочия, предусмотренные законами Российской Федерации (РСФСР).

Этот перечень полномочий без изменений просуществовал до роспуска Верховного Совета и принятия новой Конституции.
Во всех случаях предусматривалось, что Президиум координирует деятельность постоянных комиссий Верховного Совета РСФСР (с 1989 года — также и палат Верховного Совета), в 1989 году было установлено, что Президиум оказывает содействие народным депутатам РСФСР в осуществлении ими своих полномочий и обеспечивает их необходимой информацией. Актами Президиума являлись указы и постановления, хотя в законопроекте о введении поста Президента (в редакции 17 мая 1991 года) предлагалось исключить из Конституции положение о издании указов Президиума Верховного Совета в связи с введением поста Президента РСФСР.

## Председатели
| #  | Ф. И. О.                                 | В должности     | В должности     | Партийная принадлежность  |
| #  | Ф. И. О.                                 | Начало          | Окончание       | Партийная принадлежность  |
| -- | ---------------------------------------- | --------------- | --------------- | ------------------------- |
| 1  | Бадаев, Алексей Егорович (1883—1951)     | 19 июля 1938    | 9 апреля 1943   | РСДРП → РСДРП(б) → ВКП(б) |
| 2  | Власов, Иван Алексеевич (1903—1969)      | 9 апреля 1943   | 4 марта 1944    | ВКП(б)                    |
| 3  | Шверник, Николай Михайлович (1888—1970)  | 4 марта 1944    | 25 июня 1946    | РСДРП → РСДРП(б) → ВКП(б) |
| 4  | Власов, Иван Алексеевич (1903—1969)      | 25 июня 1946    | 7 июля 1950     | ВКП(б)                    |
| 5  | Тарасов, Михаил Петрович (1899—1970)     | 7 июля 1950     | 16 апреля 1959  | ВКП(б) → КПСС             |
| 6  | Игнатов, Николай Григорьевич (1901—1966) | 16 апреля 1959  | 26 ноября 1959  | КПСС                      |
| 7  | Органов, Николай Николаевич (1901—1982)  | 26 ноября 1959  | 20 декабря 1962 | КПСС                      |
| 8  | Игнатов, Николай Григорьевич (1901—1966) | 20 декабря 1962 | 14 ноября 1966  | КПСС                      |
| 9  | Яснов, Михаил Алексеевич (1906—1991)     | 23 декабря 1966 | 26 марта 1985   | КПСС                      |
| 10 | Орлов, Владимир Павлович (1921—1999)     | 26 марта 1985   | 3 октября 1988  | КПСС                      |
| 11 | Воротников, Виталий Иванович (1926—2012) | 3 октября 1988  | 29 мая 1990     | КПСС                      |